# Чебан Іван Іванович
Іва́н Іва́нович Чебан (12 січня 1924, місто Слободзея, тепер Придністров'я, Молдова — 2006, місто Кишинів, Молдова) — молдавський радянський діяч, прокурор Молдавської РСР. Член ЦК КП Молдавії в 1971—1990 роках. Депутат Верховної Ради Молдавської РСР 8—11-го скликань.

## Біографія
Народився в селянській родині.
У 1940—1941 роках — секретар виконавчого комітету сільської ради депутатів трудящих села Рошу Кагульського району Молдавської РСР. З 1941 року — рахівник райспоживспілки.
У 1944—1946 роках — у Радянській армії, учасник німецько-радянської війни.
З 1946 до 1950 року працював вчителем, був на комсомольській роботі.
У 1950—1953 роках — помічник прокурора Липканського району Молдавської РСР; помічник прокурора Бельцької окружної прокуратури Молдавської РСР; начальник відділу прокуратури Молдавської РСР.
Член КПРС з 1953 року.
У 1953—1958 роках — прокурор Ніспоренського району Молдавської РСР; старший помічник прокурора Молдавської РСР із кадрів.
У 1958—1961 роках — заступник завідувача відділу адміністративних та торгово-фінансових органів ЦК КП Молдавії.
У 1960 році закінчив заочно Кишинівський державний університет імені Леніна.
У 1961—1970 роках — помічник голови Комітету державної безпеки при Раді міністрів Молдавської РСР; заступник голови Комітету державної безпеки при Раді міністрів Молдавської РСР.
У 1970 (січні 1971) — 1986 року — прокурор Молдавської РСР.
З 1986 року — персональний пенсіонер. З 1990 до 1998 року жив у Слободзеї, потім переїхав до Кишинева.
Помер у 2006 році.

## Звання
- підполковник
- полковник
- державний радник юстиції 2 класу

## Нагороди
- два ордени Трудового Червоного Прапора (19.12.1967, 25.05.1972)
- орден «Знак Пошани» (16.07.1986)
- орден Дружби народів (21.05.1981)
- медалі
- Заслужений юрист Молдавської РСР (1974)